# 어메이징 디지털 서커스
《어메이징 디지털 서커스》(영어: The Amazing Digital Circus)는 글리치 프로덕션가 제작하고 구스웍스가 기획 및 제작한 다크 코미디 웹 시리즈이다. Gooseworx의 원작을 기반으로 만든 애니메이션이다.
이 프로그램은 2023년 10월 13일에 제작사 글리치 프로덕션의 유튜브 채널에서 처음으로 방영되었다. 평론가에게 애니메이팅과 다크 코미디 요소로 긍정적 평가를 받았으며 1억 회 이상의 조회수를 1개월 만에 나타내 플랫폼에서 가장 많은 조회수를 기록한 인디 애니메이션 파일럿으로 《해즈빈 호텔》의 파일럿 에피소드의 조회수를 뛰어넘었다. 한편, 파일럿 에피소드는 애니상 후보에 노미네이트된 바 있다. 디즈니 애니메이션을 제외하면 유일하게 에피소드가 있는 애니메이션이다.

## 제작
《어메이징 디지털 서커스》는 유튜브 애니메이션 제작자 Gooseworx의 글리치 프로덕션에서 공개된 3개의 피치 중 한 개로써 시작된다. Gooseworx는 그녀의 단편 애니메이션 작품 《Little Runmo》(리틀 런모)의 흥행 성공으로 글리치 프로덕션 사에게 자신의 파일럿 제작을 목적으로 연락하였다. 본작의 모티브는 미국 소설 《나는 입이 없다 그리고 나는 비명을 질러야 한다》, 서적 《아이 스파이 시리즈》, 그리고 일본 CGI 애니메이션 프로그램인 《포피 더 파포머》이다. 그 외에, 이 프로그램은 아동용 텔레비전 프로그램 장르의 패러디물이며 점프스케어와 같은 시청자에 따라 다소 불쾌할 수 있는 장면이 포함된다.
스타일은 1990년대와 2000년대 초반의 CGI와 컴퓨터 게임에서 영감을 얻어 만들어졌으며, Gooseworx는 최종 제품을 초기 3D 애니메이션의 "장미색 버전"이라고 설명했다. 사전 제작은 2022년 중반에 시작되었으며, 그해 후반에 본격적인 생산이 시작되었다. 캐릭터는 마야에서 모델링되고 애니메이션화되었으며, 모델과 애니메이션은 최종 렌더링을 위해 언리얼 엔진으로 내보내졌다.
글리치 프로덕션의 총책임자인 재스민 양(Jasmine Yang)은 이 쇼가 유튜브 이외의 스트리밍 플랫폼에 공개될 계획이 없다고 밝혔다. 파일럿 에피소드의 조회수 1억 회 달성을 축하하는 2023년 11월 게시물에서 글리치는 파일럿 이후의 에피소드 제작을 확인했다. 2024년 2월, 글리치는 이 시리즈가 파일럿 외에 9개의 에피소드로 구성되어 에피소드 1로 "업그레이드"될 것이라고 확인했다.

## 평가
어메이징 디지털 서커스의 파일럿은 유튜브에서 바이럴 동영상이 되었으며, 한 달 만에 1억 회 이상의 조회수를 기록하고 400만 개 이상의 좋아요를 받았다. 이 시리즈는 애니메이션 품질과 캐릭터의 깊이로 비평가들로부터 칭찬을 받았다. 카툰 브루의 제이미 랑은 이 쇼의 농담이 "성숙한"유머 감각과 함께 "프레임 간 완벽함에 맞춰 타이밍"을 설명했다. 저스틴 게레로(Justin Guerrero)은 애니메이션을 "훌륭하고 표현력이 풍부하다"라고 칭찬하였다. 랑 역시 밝은 색상의 복고풍 미학을 칭찬했다. 더게이머의 제이드 킹은 "단일 에피소드가 만들어 낼 수 있는 것보다 더 깊은 캐릭터 확장"을 만들어낸 것에 대해 칭찬했다. 그녀는 어메이징 디지털 서커스 관련 팬 아트와 밈을 만들어 인터넷 문화에 포함시키는 것에 대해 언급했으며, 추가 에피소드가 공개되면 더 많은 인기를 얻을 가능성이 있다고 말했다.

## 등장인물

### 주역
- 폼니
- 케인
- 래거사
- 잭스
- 갱글
- 킹어
- 주블
- 버블

### 단역
- 달 & 해
- 추상화된 인간
- 글로잉크 여왕
- 루리랄루 공주
- 거미구,채드,맥스
- 퍼지 괴물
- 맥스 & 차드
- 고스트리
- 테오도르 밀든홀 남작
- 밀사 밀든홀
- 오브스맨
- 사라지는 남자
- 사악한 빅탑스

### 행방불명
- 퀴니
- 카우프모

## 목소리 출연
- 양정화 - 폼니,갱글
- 강시현 - 래거사,달 & 해
- 남도형 - 잭스
- 사문영 - 주블,퀴니
- 엄상현 - 킹어
- 신용우 - 케인
- 전태열 - 버블,카우프모
- 정재헌 - 거미구,체드,맥스
- 배정미 - 룰리랄루 공주
- 정영웅 - 글로인크 여왕,퍼지
- 이지현 - 고스틀리, 마사 밀든 홀
- 홍범기 - 시어도어 밀든홀 남작,오브맨,킹어(3기에서 잠깐)
- 이재현 - 천사